# Coelogyne bicamerata
Coelogyne bicamerata är en orkidéart som beskrevs av Johannes Jacobus Smith.
Coelogyne bicamerata ingår i släktet Coelogyne och familjen orkidéer. Artens utbredningsområde är Sulawesi. Inga underarter finns listade i Catalogue of Life.